# Штефан Шиммер
Штефан Шиммер (нім. Stefan Schimmer, нар. 28 квітня 1994, Вертінген, Німеччина) — німецький футболіст, нападник клубу «Гайденгайм».

## Ігрова кар'єра
Штефан Шиммер перші кроки у футболі робив у своєму рідному місті Вертінген. З 2010 року він грав у молодіжній команді клубу «Гундельфінген». У сезоні 2016/17 Шиммер дебютував на професійному рівні, граючи в складі клубу «Меммінген» в Регіональній лізі.
Наступні три сезони футболіст провів у клубі Ліги 3 «Унтергагінг».
У серпні 2019 року Шиммер перейшов до клубу «Гайденгайм» і 18 серпня 2019 року дебютував у матчах Другої Бундесліги, вийшовши на заміну у другому таймі у матчі проти дрезденського «Динамо». За часи виступів у складі «Гайденгайму» Шиммер неодноразово продовжував контракт з клубом. В сезоні 2022/23 Шиммер разом з клубом виграв турнір Другої Бундесліги і новий сезон почав у елітному дивізіоні. 19 серпня 2023 року Шиммер провів свою першу гру у вищому дивізіоні чемпіонату Німеччини.

## Досягнення
Гайденгайм
- Переможець Другої Бундесліги: 2022/23